# Mark Hunt
Mark Richard Hunt (* 23. März 1974 in Auckland, Neuseeland) ist ein ehemaliger neuseeländischer Mixed-Martial-Arts-Kämpfer samoanischer Abstammung, der zurzeit in Sydney lebt. Er kämpfte bis 2018 bei Ultimate Fighting Championship, der heute größten MMA-Organisation der UFC.  Zuvor bestritt er zwei Profikämpfe im Boxen und zahlreiche Kämpfe im K-1, wo er auch einige internationale Titel gewann. Bevor er in die UFC wechselte, war er in den japanischen MMA-Organisationen DREAM und PRIDE FC aktiv und war ein Teil des Kaufvertrags, als die Zuffa, der Rechteinhaber der UFC, PRIDE FC im April 2007 aufkaufte.

## Hintergrund
Hunt wurde in South Auckland in einer großen samoanische Familie geboren und wuchs in ärmlichen Verhältnissen auf. Schon als Kind war er rebellisch, das schließlich zu zwei Gefängnisstrafen wegen Gewaltverbrechen führte. Ein Türsteher vor einem Nachtclub erkannte Hunts kämpferisches Talent, als dieser bei einer Schlägerei mehrere Personen niederschlug. Er lud ihn in deshalb in sein Fitnessstudio ein, um mit dem formellen Training zu beginnen und schon eine Woche später gewann Hunt ein Muay-Thai-Match durch K. o. Noch im gleichen Jahr zog Hunt nach Sydney, um professionell zu trainieren und ging einige Jahre später in ein Kickbox-Club in Liverpool.

## Kickbox-Karriere

### K-1
Am Anfang seiner Karriere wurde Hunt von den Promotern als Sprungbrett für ihre aufstrebenden Kämpfer genutzt. Später nahm an seinem ersten eigenen K-1-Turnier teil, allerdings noch als starker Außenseiter.
2000 gewann Hunt den K-1 Oceania-Titel, indem er „The Coconut Crusher“ Aumitagi im Viertelfinale, Rony Sefo im Halbfinale und Phil Fagan im Finale besiegte. Danach wurde er zur K-1-Qualifikation nach Japan eingeladen. Seinen ersten internationalen Kampf verlor er jedoch gegen Jérôme Le Banner. Doch schon 2001 gewann Hunt das K-1 Oceania-Turnier zum zweiten Mal in Folge und nahm am K-1 World GP 2001 in Melbourne teil, wo er den Japaner Hiromi Amada besiegte, bevor er gegen den amtierenden Champion Ernesto Hoost eine knappe Entscheidungsniederlage hinnehmen musste. Aufgrund seines aufregenden Kampfstils erhielt Hunt jedoch einen Wildcard-Platz im Repercharge-Turnier für das Finale des K-1 World GP 2001, als Mirko Cro Cop verletzungsbedingt absagen musste. Er musste gegen Ray Sefo antreten, der den Kampf gewann, aber nach dem Fight eine Augenverletzung erlitt, sodass Hunt an seiner Stelle fortfahren konnte. Hunt siegte gegen Adam Watt und verdiente sich damit seinen Platz im Finale des K-1 World Grand Prix im Tokyo Dome. Hunt überraschte die Fans, indem er Jérôme Le Banner, gegen den er im Vorjahr gerade verloren hatte, als seinen Viertelfinalgegner auswählte. Diesmal gewann Hunt und arbeitete sich ins Halbfinale vor, wo er Stefan Leko besiegte und auch im Endkampf gegen den brasilianischen Kyokushin-Karatemeister Francisco Filho erfolgreich war und damit K-1 World Grand Prix 2001 Champion.
2002 ging Hunt nach Paris, um zum dritten Mal gegen Le Banner zu kämpfen, was sich als einer der größten Kämpfe in der Geschichte von K-1 herausstellte. Le Banner, der vor dem Publikum seiner Heimatstadt kämpfte war diesmal gegen Hunt siegreich, da dieser nach mehrfachen Niederschlägen nicht weitermachen konnte und das Handtuch warf.
Am 17. Dezember 2002 versuchte Hunt seinen K-1 World-Grand-Prix-Sieg zu verteidigen. Im Viertelfinale konnte er Stefan Leko ausschalteten und traf im Halbfinale gegen seinen Kontrahenten Jerome Le Banner. Obwohl Hunt den Franzosen am Ende der dritten Runde niederschlug, verlor er den Kampf nach richterlicher Entscheidung. Es sollte sein letzter Auftritt beim K-1 World Grand Prix sein. Im April 2008 trat Hunt in einem K-1-Kampf gegen Semmy Schilt verlor jedoch am Ende der ersten Runde.

## Mixed-Martial-Arts-Karriere

### Pride Fighting Championships
Hunts erster Kampf im Mischkampfsport war eine Submission-Niederlage gegen Hidehiko Yoshida, ein olympischer Goldmedaillengewinnerin im Judo. In seinem zweiten Kampf besiegte er den amerikanischen Wrestler Dan Bobish durch TKO. In den nächsten Jahren folgten Grand Prix-Kämpfe, bei denen Hunt nicht erfolgreich war.

### Pride-FC-Karriere
Am 21. Juli 2008, mehr als ein Jahr nach seinem letzten MMA-Kampf, kehrte Hunt zurück, um in der Finalrunde des Dream 5 : Lightweight Grand Prix 2008 gegen Alistair Overeem anzutreten. Bereits nach knapp zwei Minuten nach Beginn der ersten Runde siegte Hunt durch einen Armlock. Obwohl Hunt danach gegen Jerome Le Banner antreten sollte, kämpfte er jedoch gegen den späten Ersatzmann Melvin Manhoef, nachdem sich Le Banner zurückgezogen hatte. Obwohl Hunt einen erheblichen Gewichtsvorteil gegenüber Manhoef hatte, wurde er in der ersten Runde k. o. geschlagen. Dies war das erste Mal, dass er aufgrund von Schlägen auf den Kopf durch Knockout gestoppt wurde. Am 26. Mai 2009 kämpfte Hunt erfolglos in der Eröffnungsrunde des Super Hulk Grand Prix bei Dream 9 gegen den ehemaligen DREAM-Mittelgewichts-Champion Gegard Mousasi.

### Ultimate Fighting Championship
Im Rahmen der Übernahme des PRIDE FC durch Zuffa wurde auch Hunt zur UFC versetzt. Hier hätte er aufgrund seiner Popularität nur als „Zugpferd“ agieren müssen, doch Hunt entschloss sich für seine Gage auch zu kämpfen. Am 25. September 2010 gab Hunt beim UFC 119 sein Debüt gegen Sean McCorkle und wurde von ihm schon in der ersten Runde besiegt. Das spornte ihn an mehr an sich zu arbeiten und so gelangen ihm danach vier Siege in Folge. Unter den besiegten waren auch Cheick Kongo und Stefan Struve, was Hunt „Knockout of the Night“-Ehrungen einbrachte.
Einen grandiosen Kampf lieferte sich Hunt am 25. Mai 2013 bei UFC 160 mit Junior dos Santos, als er für den verletzten Alistair Overeem einspringen musste. Auch wenn Hunt durch K. o. in der dritten Runde besiegt wurde, betrachteten einige große MMA-Medien dies als den besten Kampf in der Geschichte der UFC -Schwergewichtsklasse. Ähnlich spektakulär verlief der Kampf am 7. Dezember 2013 bei der UFC Fight Night 33 gegen Antônio Silva. Der Kampf endete mit einer Richter-Entscheidung, die zu einem Unentschieden führte. Beiden wurde dadurch der Sieg zuerkannt.  Auch ein Post-Fight-Test, bei dem sich Silva erhöhte Testosteronwerte zeigte, führten nicht direkt zu einer Disqualifikation. Der Kampf wurde in Hunts offizieller Bilanz weiterhin als ein „Unentschieden“ geführt.
Trotz ernsthafter Rücktrittsabsichten blieb Hunt weiter beim UFC unter Vertrag und kämpfte am 20. September 2014 bei der UFC Fight Night 52 gegen Roy Nelson.  Er gewann den Kampf durch K. o. in der zweiten Runde. Der Sieg brachte Hunt seinen ersten Performance of the Night-Bonuspreis und den Knockout of the Year -Preis der World MMA Awards 2014 ein.
Nach zwei größeren Kämpfen, die Hunt verlor, war er am 15. November 2015 bei UFC 193 in einem Rückkampf gegen Antônio Silva erfolgreich. Auch 2016 bei der UFC Fight Night 85 gegen Frank Mir blieb Hunt siegreich.
Am 9. Juli 2016 traf Hunt, nach Vertragsverlängerung für sechs weitere Kämpfe, auf Brock Lesnar, wo er zunächst als Verlierer galt, doch aufgrund eines positiven Drogentests seines Gegners im Nachhinein zum Sieger erklärt wurde.
Einem Rückkampf 2017 gegen Alistair Overeem verlor Hunt, war dann aber noch im selben Jahr gegen Derrick Lewis erfolgreich. Dieser Sieg brachte Hunt seinen dritten „Fight of the Night“-Bonuspreis ein.
Aufgrund gesundheitlicher Probleme, die Hunt unter seiner langjährigen Kampfkarriere erlitten hat, wurde er 2017 für einige Monate von weiteren geplanten Kämpfen zurückgestellt.
2018 verlor Hunt einige Kämpfe und beendete seine Karriere beim UFC.

## Kampfstil
Hunts bevorzugte Technik ist ein linker Haken sowie eine rechte Gerade. Die Mehrheit von Hunts MMA-Kämpfen hat er über K.O. oder T.K.O. gewonnen.

## Privatleben
Hunt lebt mit seiner zweiten Frau in Australien und hat sechs Kinder. Die ersten beiden Kinder aus seiner ersten Ehe sind bereits erwachsen. Im Dezember 2014 beging Hunts älterer Bruder John im Alter von 44 Jahren Selbstmord. [104] [105]

## Filmografie
- 2014: Crazy Murder
- 2018: Dunamis
- 2021: Mark Hunt: The Fight of His Life

## Meisterschaften und Erfolge

### Kickboxen
- 1999: WKBF Australischer Superschwergewichts-Champion der World Kickboxing Federation
- 2000: K-1 Oceania Grand Prix Champion
- 2001: K-1 Grand-Prix-Weltmeister
- 2001: K-1 World Grand Prix in Fukuoka Repechage B Champion
- 2001: K-1 World Grand Prix Vorläufiger Melbourne-Champion
- 2002: K-1 World Grand Prix Finale 3. Platz

### Mixed Martial Arts
Ultimative Kampfmeisterschaft
- Knockout of the Night (zweimal)
- Kampf der Nacht (dreimal)
- Performance of the Night (zweimal)
- 2004: Rookie des Jahres
- 2004: Bemerkenswerteste Überraschung des Jahres gegen Wanderlei Silva am 31. Dezember [120]
- 2004: Die einseitigste Überraschung des Jahres gegen Wanderlei Silva am 31. Dezember [120]
- 2014: Knockout des Jahres
- 2014: Knockout des Monats
- 2014: All-Violence Third Team

## Kampfstatistik

### Boxen
| Ergebnis      | Gegner      | Siegart           | Veranstaltung      | Datum           |
| Unentschieden | Joe Askew   | Unentschieden     | Bondi Diggers Club | 23. April 2000  |
| Niederlage    | John Wyborn | Punktentscheidung | Wyong Leagues Club | 21. August 1998 |

### K-1
| Ergebnis   | Gegner             | Siegart           | Veranstaltung                                                   | Datum             |
| Niederlage | Semmy Schilt       | KO                | K-1 World Grand Prix 2008 in Yokohama                           | 13. April 2008    |
| Sieg       | Gary Goodridge     | Punktentscheidung | K-1 World Grand Prix 2003 in Las Vegas                          | 2. Februar 2003   |
| Niederlage | Jérôme Le Banner   | Punktentscheidung | K-1 World Grand Prix 2002 – Halbfinale                          | 17. Dezember 2002 |
| Sieg       | Mike Bernardo      | Punktentscheidung | K-1 World Grand Prix 2002 Final Elimination                     | 5. Oktober 2002   |
| Niederlage | Jérôme Le Banner   | TKO               | K-1 World Grand Prix 2001 – Halbfinale                          | 22. Mai 2005      |
| Niederlage | Mirko Filipović    | Punktentscheidung | K-1 World Grand Prix 2002 in Nagoya                             | 3. März 2002      |
| Sieg       | Tsuyoshi Nakasako  | TKO               | K-1 Rising 2002                                                 | 27. Januar 2002   |
| Sieg       | Francisco Filho    | Punktentscheidung | K-1 World Grand Prix 2001 – Finale                              | 8. Dezember 2001  |
| Sieg       | Stefan Leko        | Punktentscheidung | K-1 World Grand Prix 2001 – Halbfinale                          | 8. Dezember 2001  |
| Sieg       | Jérôme Le Banner   | KO                | K-1 World Grand Prix 2001 – Viertelfinale                       | 8. Dezember 2001  |
| Sieg       | Adam Watt          | TKO               | K-1 World Grand Prix 2001 in Fuduoka – Finale                   | 8. Oktober 2001   |
| Niederlage | Ray Sefo           | Punktentscheidung | K-1 World Grand Prix 2001 in Sukuoka – Halbfinale               | 8. Oktober 2001   |
| Niederlage | Peter Graham       | Punktentscheidung | K-1 New Zealand Grand Prix 2001                                 | 21. Juli 2001     |
| Niederlage | Ernesto Hoost      | Punktentscheidung | K-1 World Grand Prix 2001 in Melbourne – Halbfinale             | 16. Juni 2001     |
| Sieg       | Hiromi Amada       | KO                | K-1 World Grand Prix 2001 in Melbourne – Viertelfinale          | 16. Juni 2001     |
| Sieg       | Peter Graham       | KO                | K-1 World Grand Prix 2001 Praemilinary Melbourne – Finale       | 24. Februar 2001  |
| Sieg       | Andrew Peck        | KO                | K-1 World Grand Prix 2001 Preliminary Melbourne – Halbfinale    | 24. Februar 2001  |
| Sieg       | Nathan Briggs      | KO                | K-1 World Grand Prix 2001 Preliminary Melbourne – Viertelfinale | 24. Februar 2001  |
| Niederlage | Jérôme Le Banner   | Punktentscheidung | K-1 World Grand Prix 2001 Preliminary Melbourne – Viertelfinale | 30. Juli 2000     |
| Sieg       | Fadi Haddara       | Punktentscheidung | K-1 Revenge Oceania                                             | 14. Mai 2000      |
| Sieg       | Phil Fagan         | KO                | K-1 Grand Prix 2000 Ozeanisches Finale                          | 27. Februar 2000  |
| Sieg       | Rony Sefo          | Punktentscheidung | K-1 Grand Prix 2000 – Ozeanisches Halbfinale                    | 27. Februar 2000  |
| Sieg       | Clay Aumitagi      | KO                | K-1 Grand Prix 2000 – Ozeanisches Viertelfinale                 | 27. Februar 2000  |
| Niederlage | Neilson Taione     | Punktentscheidung | Supferfighter 2                                                 | 23. Oktober 1999  |
| Sieg       | Chris Chrispulides | Punktentscheidung | ??                                                              | 1999              |

### Mixed Martial Arts
| Ergebnis      | Gegner                              | Siegart           | Veranstaltung                      | Datum              |
| Unentschieden | Antonio Silva                       | Unentschieden     | UFC Fight Night – Hunt vs. Bigfoot | 7. Dezember 2013   |
| Niederlage    | Junior dos Santos                   | KO                | UFC 160 – Velasquez vs. Bigfoot 2  | 25. May 2013       |
| Sieg          | Stefan Struve                       | KO                | UFC on Fuel TV: Silva vs. Stann    | 3. März 2013       |
| Sieg          | Cheick Kongo                        | TKO               | UFC 144 Edgar vs. Henderson        | 26. Februar 2012   |
| Sieg          | Ben Rothwell                        | Punktentscheidung | UFC 135 – Jones vs. Rampage        | 27. September 2011 |
| Sieg          | Chris Tuchscherer                   | KO                | UFC 127 – Penn vs. Fitch           | 27. Februar 2011   |
| Niederlage    | Sean McCorkle                       | Aufgabe           | UFC 119 – Mir vs. Cro Cop          | 25. September 2010 |
| Niederlage    | Gegard Mousasi                      | Aufgabe           | Dream 9                            | 26. Mai 2009       |
| Niederlage    | Melvin Manhoef                      | KO                | Dynamite!! 2008                    | 31. Dezember 2008  |
| Niederlage    | Alistair Overeem                    | Aufgabe           | DREAM 5                            | 21. Juli 2008      |
| Niederlage    | Fjodor Wladimirowitsch Jemeljanenko | Aufgabe           | PRIDE Shockwave 2006               | 31. Dezember 2006  |
| Niederlage    | Josh Barnett                        | Aufgabe           | PRIDE Critical Countdown Absolute  | 1. Juli 2006       |
| Sieg          | Tsuyoshi Kohsaka                    | TKO               | PRIDE Total Elimination Absolute   | 5. Mai 2006        |
| Sieg          | Yosuke Nishijima                    | KO                | PRIDE 31                           | 26. Februar 2006   |
| Sieg          | Mirko Filipović                     | Punktentscheidung | PRIDE Shockwave 2005               | 31. Dezember 2005  |
| Sieg          | Wanderlei Silva                     | Punktentscheidung | PRIDE Shockwave 2004               | 31. Dezember 2004  |
| Sieg          | Dan Bobish                          | TKO               | PRIDE 28                           | 31. Oktober 2004   |
| Niederlage    | Hidehiko Yoshida                    | Aufgabe           | PRIDE Critical Countdown 2004      | 6. Juni 2004       |